# Abraham de Verwer
Abraham de Verwer (né en 1585 à Haarlem et mort en 1650 à Amsterdam dans les Provinces-Unies), est un peintre de marine de l’âge d'or de la peinture néerlandaise notamment connu pour ses tableaux représentant la marine de la république des Provinces-Unies lors du siècle d'or néerlandais.

## Biographie

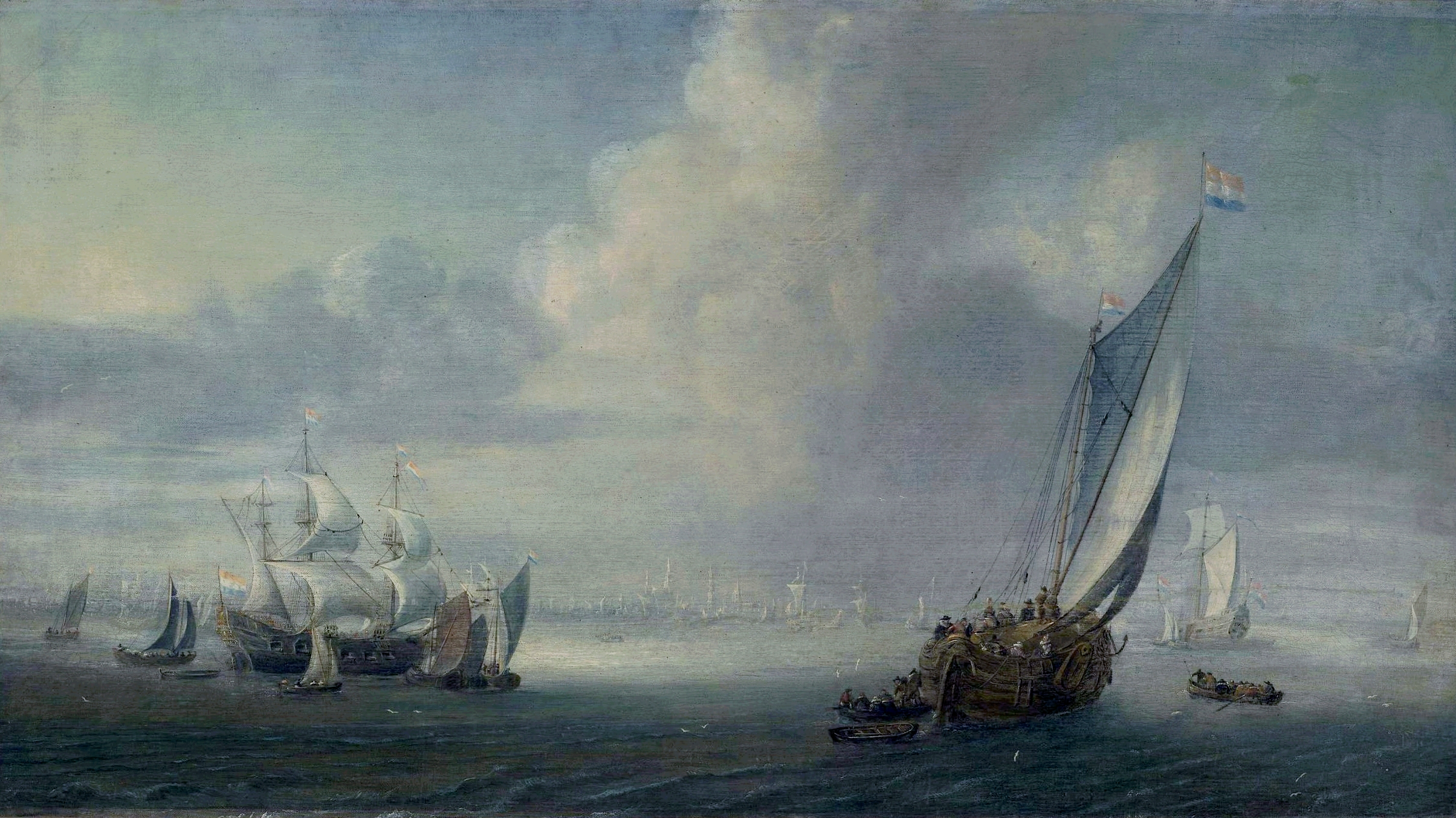
Peinture d'Abraham de Verwer (musée national de Varsovie).

Selon le RKD, il est possible que son nom officiel ait été Abraham de Verweer van Burghstrate.
Il voyage dans le nord de la France et à son retour, il s'installe à Amsterdam. On ne sait pas qui lui a appris à peindre, mais il a été découvert dans un texte du testament de sa femme, à Haarlem en 1607, qu'il était « Schrijnwerker » (ébéniste), et en 1614, il a été noté dans un inventaire du patrimoine d'Amsterdam en tant que peintre. Il a voyagé en France de 1637 à 1639. Marié à Barbara Sillevoorts en 1607, il était le père de la poétesse Catharina Verwers et du peintre Justus de Verwer.